# コムクドリ
コムクドリ （小椋鳥、学名：Agropsar philippensis） は、スズメ目ムクドリ科に分類される鳥類の一種である。

## 分布
千島列島、サハリン南部、日本で繁殖し、冬季はフィリピン、ボルネオ島北部などに渡りをおこない越冬する。
日本では夏鳥として北海道、本州北部で繁殖するが、渡りの時期は本州中部以南の地域でも見られる。

## 形態
体長約19cmでスズメより大きい。雄は頭部から喉にかけてが淡いクリーム色で、頬から耳羽後方にかけて目立つ茶色の斑がある。背中や肩羽、翼は黒色で、体の下部はややくすんだ感じの淡いクリーム色である。雌は、頭部から胸にかけてが灰褐色で、頬に茶色の斑はない。雌雄とも嘴と脚は黒色である。

## 生態
平地から山地の明るく開けた林に生息する。人里近くでも生息する。
繁殖期にはつがいで生活するが、渡りの時は群れを作る。秋の渡りの方が群れは大きい。少数の群れの時は、ムクドリの群れに混じっていることがよくある。
食性は雑食性で、樹上で昆虫類やクモを捕食したり、木の実を採食する。
主に樹洞やキツツキ類の古巣に営巣するが、人家の屋根の隙間、石垣等に営巣したり、巣箱を利用したりもする。巣の中には枯葉や落ち葉を敷く。産卵期は5-7月で、卵数は4-6個、抱卵日数は8-11日、約14日で巣立ちを迎える。
地鳴きは「キュル　キュル」、「ギュル　ギュル」など。さえずりは「チ　チ　チ　ピーキュル　ジョイジョイジョイ」など明るい声と濁った声を混ぜながら早口で鳴く。